# دليل التمانع
برهان التمانع، هو أحد البراهين العقلية المهمة في إثبات وحدانية الله تعالى ونفي تعدد الخالق المدبر، ویتألّف هذا البرهان من مقدّمتین أساسيتين، وهما وجود الانسجام والوحدة والتناسق فی عالم الخلق، والثانیة: إنه لو كان يحكم هذا الكون أكثر من رب واحد لما انتظم أمر هذا الكون ولدخله الفساد والخلل، وبما أنّنا لا نلاحظ أي اختلال أو خلل فی هذا الکون والقوانین الحاکمة فیه، ندرك بالبداهة والضرورة أنّها تنشأ من مبدئ واحد وأنّها مخلوقة ومدبّرة ومنظّمة من خالق واحد.
والأصل القرآني لهذه الحقيقة هو قوله سبحانه: ﴿لَوْ كَانَ فِيهِمَا آلِهَةٌ إِلَّا اللَّهُ لَفَسَدَتَا فَسُبْحَانَ اللَّهِ رَبِّ الْعَرْشِ عَمَّا يَصِفُونَ ۝٢٢﴾ [الأنبياء:22] والخلاصة: لا إله خالق ومدبر ومستحق للعبادة إلا [[الله|الله فلا يوجد إله حق يستحق للعبادة والخضوع والخنوع إلا الله الواحد الأحد؛ لأنه هو الرب الخالق البارئ المصور البديع، وصدق الله إذ يقول: ﴿لَوْ كَانَ فِيهِمَا آلِهَةٌ إِلَّا اللَّهُ لَفَسَدَتَا فَسُبْحَانَ اللَّهِ رَبِّ الْعَرْشِ عَمَّا يَصِفُونَ ۝٢٢﴾ [الأنبياء:22] ويقول: ﴿مَا اتَّخَذَ اللَّهُ مِنْ وَلَدٍ وَمَا كَانَ مَعَهُ مِنْ إِلَهٍ إِذًا لَذَهَبَ كُلُّ إِلَهٍ بِمَا خَلَقَ وَلَعَلَا بَعْضُهُمْ عَلَى بَعْضٍ سُبْحَانَ اللَّهِ عَمَّا يَصِفُونَ ۝٩١﴾ [المؤمنون:91]. ويقول: ﴿قُلْ لَوْ كَانَ مَعَهُ آلِهَةٌ كَمَا يَقُولُونَ إِذًا لَابْتَغَوْا إِلَى ذِي الْعَرْشِ سَبِيلًا ۝٤٢﴾ [الإسراء:42].

## المباني الشرعية لبرهان التمانع

### المباني القرآنية
ذكر بعض مفسري القرآن برهان التمانع في ذیل الآيات القرآنية التالية:
1. قوله تعالى: ﴿لَوْ كَانَ فِيهِمَا آلِهَةٌ إِلَّا اللَّهُ لَفَسَدَتَا﴾ [الأنبياء:22].
2. قوله تعالى: ﴿مَا اتَّخَذَ اللَّهُ مِنْ وَلَدٍ وَمَا كَانَ مَعَهُ مِنْ إِلَهٍ إِذًا لَذَهَبَ كُلُّ إِلَهٍ بِمَا خَلَقَ وَلَعَلَا بَعْضُهُمْ عَلَى بَعْضٍ﴾ [المؤمنون:91].
3. قوله تعالى: ﴿ضَرَبَ اللَّهُ مَثَلًا رَجُلًا فِيهِ شُرَكَاءُ مُتَشَاكِسُونَ وَرَجُلًا سَلَمًا لِرَجُلٍ هَلْ يَسْتَوِيَانِ مَثَلًا الْحَمْدُ لِلَّهِ بَلْ أَكْثَرُهُمْ لَا يَعْلَمُونَ ۝٢٩﴾ [الزمر:29].

وأشاروا إلى أنّ الله سبحانه وتعالى ينبّه عباده في تلك الآيات الكريمات أنه لو كان في السماوات والأرض آلهة سوى الله تعالى الذي هو خالق الأشياء كلها لفسدت السماوات والأرض بما فيهما ولدخلهما الخلل، ففسادهما لازم لتولي أمرهما آلهة شتى، وبما أن أمرهم منتظم غاية الانتظام فدلّ ذلك عقلًا على أنّ الإله المتصرف فيهما دون سواه إله واحد.
قال الزمخشري في تفسيره لهذه الآية: (والمعنى: لو كان يتولاهما ويدبر أمرهما آلهة شتى غير الواحد الذي هو فاطرهما، لفسدتا، وفيه دلالة على أمرين: أحدهما: وجوب ألا يكون مدبرهما إلا واحدا.
والثاني: ألا يكون ذلك الواحد إلا إياه وحده لقوله: ﴿إِلَّا اللَّهُ﴾ [الأنبياء:22].
وقال العلامة الطبرسي في تفسير قوله تعالى: ﴿لَوْ كَانَ فِيهِمَا آلِهَةٌ إِلَّا اللَّهُ لَفَسَدَتَا﴾ [الأنبياء:22]: (ومعناه. لو كان في السماء والأرض آلهة سوى الله، لفسدتا وما استقامتا، وفسد من فيهما، ولم ينتظم أمرهم. أي هذا هو دليل التمانع الذي بنى عليه المتكلمون مسألة التوحيد).

### أحاديث أهل البيت (عليهم السلام)
ونرى انعكاس هذا المفاد القرآني (التمانع) في أحاديث أئمة أهل البيت (عليهم السلام).
قال أمير المؤمنين علي (عليه السلام): «واعلم يا بني أنّه لو كان لربك شريك لأتتك رسله ولرأيت آثار ملكه وسلطانه ولعرفت أفعاله وصفاته، ولكنه إله واحد كما وصف نفسه، لا يضاده في ملكه أحد، ولا يزول أبداً، ولم يزل».
وهنالك المحاورة التي رواها هشام بن الحكم عن الإمام الصادق (عليه السلام) في جواب الرجل الملحد الذي كان يتحدث عن تعدد الآلهة، حيث قال في جوابه:
(لا يخلو قولك أنهما اثنان من أن يكونا قويين أو يكونا ضعيفين، أو يكون أحدهما قويا والآخر ضعيفا، فإن كانا قويين فلم لا يدفع كل واحد منهما صاحبه وينفرد بالتدبير، وإن زعمت أن أحدهما قوي والآخر ضعيف ثبت أنه واحد كما نقول، للعجز الظاهر في الثاني، وإن قلت: إنهما اثنان، لا يخلو من أن يكونا متفقين من كل جهة أو متفرقين من كل جهة، فلما رأينا الخلق منتظما، والفلك جاريا، واختلاف الليل والنهار، والشمس والقمر، دل صحة الأمر والتدبير وائتلاف الأمر أن المدبر واحد...).
كما سأل هشام بن الحكم الإمام الصادق (عليه السلام): ما الدليل على أنّ الله واحد؟ فأجابه: " اتصال التدبير، وتمام الصنع، كما قال الله عز وجل: ﴿لَوْ كَانَ فِيهِمَا آلِهَةٌ إِلَّا اللَّهُ لَفَسَدَتَا﴾ [الأنبياء:22].
وقد ذكر الشيخ المجلسي (رحمه الله) في شرحه لهذه الأحاديث الواردة عن أئمة أهل البيت (ع) احتمال كون تلك الأحاديث ناظرة إلى برهان التمانع.

## تقريرات البرهان

### عند المتكلمين
استدل المتكلمون على إثبات وحدانية الله في ربوبيته بالدليل المشهور والمعروف بدليل التمانع. كما اتفقت كلمة أغلبهم على أن التمانع مذكور في كتاب الله وبالأخص في سور الأنبياء من قوله سبحانه: ﴿لَوْ كَانَ فِيهِمَا آلِهَةٌ إِلَّا اللَّهُ لَفَسَدَتَا﴾ [الأنبياء:22].
وهي تعني: أنه لو كان في السموات والارض آلهة سوى اللّه لبطلتا وفسدتا، لما يكون بين الآلهة من الاختلاف والتمانع. وإنّ الانسجام المحكم الذي نلمسه في جميع أجزاء الكون يوحي أن مدبر أمور الكون واحد، لأن تعدد الإرادات سيؤدي إلى تضاربها واختلاف تدبيرها في السماء والأرض، وبالتالي فإن إحداها ستمحو أثر الأخرى وهذا ما عبر عنه القرآن بالفساد.
ولبرهان التمانع عدة صيغ كلامية، إلا أن أبسطها وأكثرها تداولا:
إذا افترضنا وجود إلهين وكانا مستجمعين لشروط الإلوهية التي منها القدرة والإرادة. فإنا نفترض أيضا جواز تعلق أحدهما بإيجاد المقدور وتعلق إرادة الآخر بعدم إيجاده. وذلك لأن الاختلاف في الداعي ممكن. وهنا يمكن تصور ثلاث حالات لا غير:
- إما أن يتم ما أرادا جميعا بأن يتحقق مراد كليهما، وهذا مستحيل؛ لأنه يستلزم اجتماع النقيضين.
- وإما أن لا يتحقق مراد أي منهما، وهذا معناه ارتفاع النقيضين. وهو محال أيضاً. كما أنه يلزم منه عجزهما، وهذا خلف كونهما إلهين.
- وإما أن يتحقق مراد أحدهما ويمتنع مراد الآخر، فيكون من تم مراده هو الإله، والآخر ليس إلهاً؛ لأنه عاجز، والعاجز لا يصلح أن يكون إلهاً، وهذا خلف فرض كونه إلها.

وبعبارة أخرى: أن تعلق قدرة أي منهما بالمقدور تمنع من تعلق قدرة الآخر به، والتمانع هو حصول المنع من كل طرف من الطرفين. ولذا سمي هذا البرهان باسم برهان التغالب.، وبرهان نفي فساد الكون أيضا.
قال الباقلاني شارحاً دليل التمانع: (وليس يجوز أن يكون صانع العالم اثنين، ولا أكثر من ذلك، والدليل على ذلك أن الاثنين يصح أن يختلفا، ويوجِد أحدهما ضد مراد الآخر؛ فلو اختلفا، وأراد أحدهما إحياء جسم، وأراد الآخر إماتته، لوجب أن يلحقهما العجز، أو واحداً منهما؛ لأنه محال أن يتم ما يريدان جميعاً لتضاد مراديهما. فوجب أن لا يتما، أو يتم مراد أحدهما، فيلحق من لم يتم مراده العجز. أو لا يتم مرادهما، فيلحقهما العجز. والعجز من سمات الحدث، والقديم الإله لا يجوز أن يكون عاجزاً).

### عند متقدمي ومتأخري الفلاسفة
انتقد متقدمي فلاسفة المسلمين طريقة المتكلمين في صياغة برهان التمانع، فمثلا اعتبر كلا من ابن سينا  وابن رشد، صياغة المتكلمين لبرهان التمانع غير كافية ولا تعبر عن المطلوب. وأن استدلالهم بهذا البرهان يعبر عن جانب جدلي اقناعي ولا يستند إلى دليل قطعي يفيد العامة ويرضي الفلاسفة.
كما اعتبره السهروردي دلیل اقناعي وخطابي أيضا.
وهذا هو رأي أكثر متقدمي فلاسفة المسلمين إذ يرون أنّ مقدمات برهان التمانع الكلامية مأخودة من افتراضات واعتقادات عامة ومسبقة. وتتعارض مع الأسس الفلسفية السليمة. وكان ملا صدرا قد ذكر هذا البرهان في كتابيه المبدأ والمعاد والأسفار الأربعة. وكتب في تقرير هذا البرهان أيضاً.
ويرى بعض المفكرين المعاصرين أنّ كل الانتقادات الواردة على برهان التمانع مردودة ويمكن الإجابة عليها. وهنالك من الفلاسفة المعاصرين من يرى أنّ الانتقادات الموجهة لبرهان التمانع حسب المباني الكلامية للمعتزلة والأشاعرة هي انتقادات صحيحة وثابتة، وأن الصياغة المعاصرة لبرهان التمانع هي التي تصون هذا البرهان من كل تلك الانتقادات والإشكالات السابقة.
كما ذكر العلامة الطباطبائي (رحمه الله) في كتابه نهایة الحکمة برهان التمانع ضمن بحثه (توحيد الربوبية)، وبين إن إدعاء وجود أكثر من خالق ومدبر لهذا العالم لازمه الحتمي فساد نظام هذا العالم. أو بعبارة أخرى: إن فرض وجود أكثر من رب هو أمر مستحيل عقلأ.

### عند العرفاء
استند ابن عربي إلى الآیة 22 من سورة الأنبياء. في إثباته لبرهان التمانع. إذ يرى أنّ وجود العالم وبقائه وعدم فساده ينفي افتراض تعدد الألهة معتمدا بذلك على طريقة المتكلمين القائلة باستحالة تعدد الألهة بحسب برهان التمانع في الآية الكريمة.
كما ذكر أن هذا الدليل هو نفس حجة إبراهیم الخلیل (ع) في مقابل المعتقدين بإلوهية النجوم والقمر والشمس. وأضاف أنّ وروده في القرآن الكريم يؤكد متانة هذا الدليل وأنه من أقوى الأدلة العقلية في إثبات التوحيد الربوبي.

### في الأدب
ذكر العديد من الشعراء والأدباء برهان التمانع بصيغة أدبية جميلة بسيطة وذلك بهدف اثبات الإلوهية والوحدانية الحقة لله تعالى.: يقول الشاعر: 

## شبهات حول دليل التمانع
ذكرت عدة شبهات حول قرآنية برهان التمانع من قبل بعض المتكلمين أو الفلاسفة أو الملاحدة، من أهمها:
*الشبهة الأولى: إن الآية الكريمة ﴿لَوْ كَانَ فِيهِمَا آلِهَةٌ إِلَّا اللَّهُ لَفَسَدَتَا﴾ [الأنبياء:22]، تتضمن جملة شرطية، وهذه الجملة الشرطية غير صحيحة لا منطوقاً ولا مفهوما.
أمَّا منطوقا فمن خلال عدم الملازمة بين تعدد الآلهة وفساد العالم؛ لجواز أن يكون اثنان تتفق إرادتهما فلا يقع خلاف وفساد، وذلك من خلال وجود آلهة متعددة ومتعاونة على إدارة الكون، بحيث يكونا كصانعين اتفقا على صناعة مصنوع واحد مثلاً.
وأما مفهوما فباعتبار أنّ مفهوم الجملة الشرطية في الآية غير صحيح حتى مع عدم تعدد الآلهة والقول بالتوحيد الربوبي؛ لأن الكون سائر نحو الفساد التدريجي كما هو معلوم من خلال التحقيقات العلمية.
والنتيجة: إن الاستدلال بالآية على إثبات التوحيد ونفي تعدد الألهة هو استدلال ضعيف؛ لأن الجملة الشرطية غير صحيحة لا منطوقا ولا مفهوما.
وأجيب عن هذه الشبهة، بما يأتي:
أولاً- أما بخصوص عدم صحة الشرطية بحسب المنطوق، فيجاب عليهم:
أ- أن الجمل الشرطية لا يلزم من صحتها وجوب صحة طرفيها، بل يكفي لصحتها صدق الملازمة بين طرفيها، فإذا حصل الشرط لابد من حصول جوابه كما هو معلوم. وهذا كثير في القرآن الكريم، نظير قوله تعالى: ﴿لَئِنْ أَشْرَكْتَ لَيَحْبَطَنَّ عَمَلُكَ﴾ [الزمر:65] وغيرها. وحصول الشرط في الآية مستحيل (تعدد الآلهة) حيث لا يمكن تعددها؛ لأنه لا يمكن أن يصدق مفهوم واجب الوجود إلا على ذات واحدة غير متعددة، ولا يجوز عليه التخصيص، فلا يجوز أن يخصص الإله إرادته ليتفق مع الإله الآخر، لأن التخصيص علامة الإمكان، كما هو معلوم، والإمكان والإلهية لا يجتمعان. ولذا يستحيل وجود خالقين في محل واحد بناء على استحالة حلول مثلين في محل واحد.
ب- وإذا تنزلنا وقلنا بجواز تعدد الآلهة، فإنه يمكن إثبات صحة الشرطية أيضا من خلال البرهنة على استحالة اتفاق الإلهين، أو البرهنة على وجوب اختلافهما كما فعل ابن رشد إذ يعطي مثال تقريبي لذلك بقوله: (وذلك أنه من المعلوم بنفسه أنه إذا كان ملكان، كل واحد منهما فعله فعل صاحبه، فإنه ليس يمكن أن يكون عن تدبيرهما مدينة واحدة، لأنه ليس يكون عن فاعلين من نوع واحد فعل واحد فيجب ضرورة إن فعلا معا فعلا واحدا أن تفسد المدينة الواحدة، إلا أن يكون أحدهما يفعل وينهي الآخر، وذلك منتف في صفة الآلهة، فإنه متى اجتمع فعلان من نوع واحد على محل واحد فسد المحل ضرورة).
ثانياً- وأما شبهة عدم صحة الشرطية بحسب المفهوم، أي أنه حتى مع عدم تعدد الآلهة والقول بالتوحيد الكون في كل الأحوال سائر نحو الفساد التدريجي كما هو معلوم من خلال التحقيقات العلمية الثابتة. فأجيب على ذلك: أ- إن فساد العالم، له معنيان: الفساد الهيئي والفساد المطلق. والدليل القرآني لو أقيم على أساس فساد الهيئة بعد وجودها، فإنه سيكون مجرد جواب إقناعي ضعيف، وأما لو أقيم بناءاً على أن التعدد ينتج عنه عدم وجود العالم أصلاً (الفساد المطلق)، فإنه يكون دليلاً برهانيا لا خطابياً. ولذا فإن المقصود بالفساد في الآية الفساد بمعنى انعدام الوجود أو الفساد المطلق. بينما الفساد الثاني والذي سيؤول إليه العالم أي الفساد الهيئي، فهو مما لا ينفك عنه ممكن الوجود، وهو مما يحصل تدريجياً وفي كل آن، بينما الفساد الأول فساد آني.
ب- إن العلم يؤكد على صدق مفهوم الشرطية التي جاءت بها الآية الكريمة: فلو تأملنا في مدى انسجام الكون مع بعضه البعض في مخلوقاته الحية وغير الحية لوجدنا عجباً. فمثلا الكون مخلوق كله من نفس وحدات البناء الرئيسية. فالمواد على اختلاف أنواعها وخصائصها كلها مخلوقة من الكترونات وبروتونات ونيوترونات وكواركات وعلى اختلاف تفاعل تلك الجسيمات الدقيقة نشأ كل شيء.
وأيضاً فإن تأمل مجمل المعادلات الفيزيائية التي تحكم تصرفات الأجسام يقودنا إلى أمر عجيب آخر حيث يُلاحظ أن تلك القوانين والتي تحكم الكون من الذرة وحتى المجرة هي واحدة، كما أن علماء الأحياء يعلمون جيداً مدى انسجام وتشابه الكائنات الحية بعضها مع بعض في أسلوب التكوين. وأنها كلها دخل في تكوينها الماء ولم يشذ عن دخول الماء في الكائنات الحية كعنصر أساسي كائن حي واحد.بل لم يتوقف الأمر عند هذا فإن العلماء الآن بصدد الوصول إلى قانون كلي أو نظرية كلية تفسر كل الأحداث في نفس الإطار (نظرية المجال الموحد).
*الشبهة الثانية، ومفادها: إن الآية الكريمة ﴿لَوْ كَانَ فِيهِمَا آلِهَةٌ إِلَّا اللَّهُ لَفَسَدَتَا﴾ [الأنبياء:22] لا تدل على برهان التمانع؛ لأن المقصود من الإله في الآية هو الإله المعبود وليس الإله الخالق المدبر. فمطلوب الآية هو إثبات توحيد الإلهية بنفي فساد العالم وأنه لا يستحق العبادة مع الله أحد آخر. بينما مطلوب دليل التمانع هو إثبات توحيد الربوبية بنفي فساد العالم وأنه لا يوجد خالق آخر للعالم. فكيف يصح القول بأن مطلوب الآية هو مطلوب دليل التمانع؟!
وأجيب عن هذه الشبهة: إن الذي يفاد من استعمال القرآن لكلمة الإله في آيات التمانع ليس هو المعنى اللغوي - أي المعبود - وإنما هو المعنى الاستعمالي، أي الخالق المدبر؛ لأنه لو كان في السموات والأرض أكثر من خالق مدبر لفسدتا وبطلتا. يقول صاحب تفسير الميزان في تقرير حجية الآية: (أنه لو فرض للعالم آلهة فوق الواحد لكانوا مختلفين ذاتا متباينين حقيقة وتباين حقائقهم يقضي تباين تدبيرهم فيتفاسد التدبيرات وتفسد السماء والأرض لكن النظام الجاري نظام واحد متلائم الأجزاء في غاياتها فليس للعالم آلهة فوق الواحد وهو المطلوب). ويقول أيضا: (إن الاختلاف بين الموحدين والمشركين غالبا ما يكون في مسألة التدبير والربوبية ناقدا بذلك من اعتبر إن هذا الدليل المذكور في الآية ناظر إلى مسألة إثبات التوحيد الإلهي وليس في مقام بيان توحيد الربوبية، ولذا فإنه مجرد دليل إقناعي (غير برهاني) في إثبات التوحيد الربوبي؛ ومؤكدا على خلاف ذلك القول باشتمال هذا الدليل على مقدمات يقينية وقطعية ثابتة).

## الهوامش
1. ↑  يُنظر: الطوسي، التبیان، ج7، ص238؛  الطبرسي، مجمع البیان فی تفسیرالقرآن، ج 7، ص70؛ رَوْح الجنان ورُوح الجنان، ج 8، ص11؛ الفخر الرازي، التفسیرالکبیر، ج22، ص150-154؛ المیزان فی تفسیر القرآن، ج 14، ص266.
2. ↑  الزمخشري، تفسير الكشاف، ج2، ص568.
3. ↑  الطبرسي، مجمع البيان، ج7، ص79 .
4. ↑  المجلسي، بحار الأنوار، ج4، ص317.
5. ↑  المجلسي، بحار الأنوار، ج3، ص230، ح22.
6. ↑  العلامة المجلسي، بحار الأنوار، ج3، 229.
7. ↑  بحار الأنوار، العلامة المجلسي، ج3، 229.
8. ↑  يُنظر: الفضلي، عبد الهادي، خلاصة علم الكلام، ص 99،
9. ↑  الأشعري، علي بن إسماعیل، رسالة استحسان الخوض فی علم الکلام
10. ↑  الباقلاني، تمهيد الأوائل وتلخيص الدلائل، ص45.
11. ↑  ابن سينا، التعليقات، ص73
12. ↑  ابن رشد، مناهج الادلة، ص99
13. ↑  جوادی آملی، مجموعة آثار، ج 6، ص1020، ص15.
14. ↑  الطبطبائي، نهایة الحکمة، ص 281-282.
15. ↑  يٌنظر: ابن عربي، الفتوحات المكية، ج 2، ص288-289.
16. ↑  يُنظر: سوره انعام الآيات 74- 83.
17. ↑  ابن شهر آشوب، متشابه القرآن ومختلفه، ج 1.
18. ↑  ولعل أول من ذكر هذه الشبهة وردها هو ابن رشد في كتابه (مناهج الأدلة)، في المسألة الثالثة: الوحدانية.
19. ↑  ابن رشد، مناهج الأدلة، ص123
20. ↑  الطباطبائي، المیزان في تفسير القرآن، ج 14، ص266- 268.
21. ↑  الطبطبائي، المیزان في تفسير القرآن، ج 15، ص62ـ63.